# Campeonato Gaúcho 1945
In 1945 werd het 25ste Campeonato Gaúcho gespeeld voor voetbalclubs uit de Braziliaanse staat Rio Grande do Sul. Er werden regionale competities gespeeld en de kampioenen ontmoetten elkaar in de finaleronde die gespeeld werd van 21 oktober tot 18 november. Internacional, dat meteen in de finale mocht starten, werd kampioen. 

## Voorronde
In geval van gelijkspel werd een verlenging gespeeld, score tussen haakjes weergegeven. 
|                 |                      |       |           |  |
| 21 oktober Heen | Inter de Santa Maria | 1 – 3 | Esperança |  |
| 21 oktober Heen |                      |       |           |  |

|                  |           |       |                      |  |
| 28 oktober Terug | Esperança | 5 – 2 | Inter de Santa Maria |  |
| 28 oktober Terug |           |       |                      |  |

## Halve finale
Bij gelijkstand werd er een verlenging gespeeld, tussen haakjes weergegeven. 
|                 |           |       |         |  |
| 4 november Heen | Esperança | 5 – 0 | Pelotas |  |
| 4 november Heen |           |       |         |  |

|                   |         |               |           |  |
| 11 november Terug | Pelotas | 5 – 0 (1 – 0) | Esperança |  |
| 11 november Terug |         |               |           |  |

## Finale
|                              |         |       |               |         |
| 15 november Eerste wedstrijd | Pelotas | 2 – 4 | Internacional | Pelotas |
| 15 november Eerste wedstrijd |         |       |               | Pelotas |

|                              |                                  |       |            |                                                       |
| 18 november Tweede wedstrijd | Internacional                    | 3 – 1 | Pelotas    | Estádio da Timbaúva, Porto Alegre Toeschouwers: 8.500 |
| 18 november Tweede wedstrijd | Carlitos 19' Tesourinha 53', 85' |       | 15' Pepito | Estádio da Timbaúva, Porto Alegre Toeschouwers: 8.500 |

|  | Internacional | Pelotas |

## Kampioen
| Campeonato Gaúcho de 1945         |
| Porto Alegre                      |
| --------------------------------- |
| INTERNACIONAL Kampioen (8° titel) |